# 阿什特比拉
阿什特比拉是美国俄亥俄州東北部阿什塔比拉县的一個城市（郡治在傑佛遜），位於阿什塔比拉河注入伊利湖之處，面積20.0平方公里。根據美國2000年人口普查，人口20,962。1803年設鎮，1891年建市。

## 友好城市
- 斯洛伐克 巴爾代約夫